# Kwas montanowy
Kwas montanowy (kwas oktakozanowy) – organiczny związek chemiczny z grupy nasyconych kwasów tłuszczowych. Jest to białe, krystaliczne ciało stałe. Występuje przede wszystkim w wosku montanowym, a także w wosku pszczelim oraz wosku chińskim. Estry kwasu montanowego i glicerolu lub glikolu etylenowego są używane jako warstwy ochronne skórek owocowych.